# 洛桑江村
洛桑江村（藏語：བློ་བཟང་རྒྱལ་མཚན，威利转写：blo-bzang rgyal-mtshan；1957年7月—），西藏察雅人，中国共产黨、中华人民共和国政治人物，副国级领导人。1976年2月参加工作，1978年12月加入中国共产党。西藏民族学院语文系语文（藏文）专业毕业。中国共产党第十八届中央委员会候补委员、委员（十八届七中全会递补），第十九届中央委员会委员，第十一届全国政协委员。现任第十四届全国人大常委会副委员长。

## 生平

### 从政经历
1971年12月至1976年2月，在西藏民族学院语文系学习。1976年2月起，先后在西藏民族学院医务系、马列教研室担任教师。1979年6月，调任西藏民族学院团委副书记，1984年5月升任团委书记。1986年12月，任中国共青团西藏自治区委员会书记（副厅级），1990年2月升为正厅级；其间，1990年9月至1991年7月，在中央党校一年制中青年干部培训班学习。1992年11月，任中国共产党那曲地区委员会副书记、地区行政公署专员。1995年6月，调任中国共产党拉萨市委员会副书记；1995年9月，兼任拉萨市副市长、代市长。1996年5月，任拉萨市委副书记、市长。2003年1月，任西藏自治区人民政府副主席；其间，2001年3月至2002年2月，在中央党校一年制中青年干部培训班学习；2001年3月至2004年1月，在中央党校研究生院在职研究生班马克思主义哲学专业学习，取得研究生学历。2006年10月，兼任中共西藏自治区党委常委、统战部部长。2007年1月，任西藏自治区政协党组副书记、副主席，中共西藏自治区党委常委、统战部部长。2010年5月，任中共西藏自治区党委常委、统战部部长，西藏自治区人民政府党组副书记、常务副主席，区政协副主席。2010年7月，卸去西藏自治区政协副主席之职。2010年9月，任中共西藏自治区党委常委、政法委副书记，自治区人民政府党组副书记、常务副主席。2012年12月，任中共西藏自治区党委副书记，自治区人民政府主席。2017年1月15日，任西藏自治区人民代表大会常务委员会主任。
2023年3月10日，在第十四届全国人大上，当选为全国人大常委会副委员长。
2025年1月，卸任西藏自治区人大常委会主任一职，由严金海继任。